# Revista de Occidente
Revista de Occidente és una publicació cultural i científica espanyola fundada i dirigida el 1923 per José Ortega y Gasset, de divulgació acadèmica tant a Europa com a Amèrica Llatina. En ella hi van escriure i es van traduir articles d'importants filòsofs contemporanis com Bertrand Russell i Edmund Husserl, així com un dels principals ideòlegs del nacional-sindicalisme, Ramiro Ledesma Ramos.
Publica onze números l'any, sent l'edició corresponent a juliol i agost un nombre doble. Editada entre 1923 i 1936 a càrrec d'Ortega y Gasset, des de 1962 és publicada novament sota la direcció del seu fill José Ortega Spottorno (de 1962 a 1980) i la seva filla Soledad Ortega Spottorno (1980-2007) posteriorment. Des de 2007 la dirigeix José Varela Ortega, fill de Soledad i net d'Ortega y Gasset.